# Harry Lewis
Harry Charles John Lewis (ur. 20 grudnia 1997 w Shrewsbury) – angielski piłkarz występujący na pozycji pomocnika w Southampton.